# 埋め火
埋め火（うめび）は、石炭ボイラーで、作業の終了のとき火を消さずに弱めて保っておき、次の作業が開始しやすくする事。また、その火。

## 概要
石炭ボイラー、炉などで、作業終了のたびごとに火を消してしまうとその次の作業開始の際の点火に手間と時間がかかる。
それを避けるために、火格子のすみに火種を埋めて保存しておく。
埋め火は、焚口の近くにするのと、火橋の近くの奥の目無板の上でするのと、方法が2つある。
いずれにしても埋め火をするには「かまがえ」をしてから、よく燃えている石炭を目無板の上にかき集め、その上になるべくこまかい石炭を積んで、さらにその上を湿った灰で覆って、煙道の風戸と灰受の戸板を閉め、焚口の格子窓を開けておく。
次の焚き始めのときは、まず煙道の風戸を開き、内部に蓄積充満した燃焼性のガスを放出して、焚口を開き、火種を火格子面にひろげ、これに石炭をうすく加え、点火をしてはじめて灰受の戸板を開き、それから徐々にふつうの火焚きに移る。